# Okolicsnó és Sztosháza
Okolicsnó és Sztosháza ma Liptószentmiklóshoz tartozó egykori község Szlovákiában, a Liptószentmiklósi járásban.

## Fekvése
Liptószentmiklós keleti végét alkotja, a Vág jobb partján található.

## Története
A kettős nevű község két korábban önálló település (Okolicsnó és Sztosháza) egyesülésével jött létre a 19. század végén. A községnevek 20. század eleji törzskönyvezésekor az Okolicsány nevet javasolták a számára. Mivel azonban Liptó vármegye új helyneveinek megállapítására nem került sor a magyar uralom alatt, a község utolsó hivatalos magyar neve – mely az 1913. évi helységnévtárban is így szerepel – nem felel meg a mai magyar helyesírási szabályzat által előírt egybeírásnak. A trianoni diktátum előtt Liptó vármegye Liptószentmiklósi járásához tartozott Magyarországon.
A község 1918 illetve 1920 óta Csehszlovákiához tartozott. 1971-ben csatolták Liptószentmiklóshoz. Ma Szlovákia része.

## Népessége
1880-ban Sztosháza 64 lakosából 58 szlovák és 4 német anyanyelvű volt. Okolicsnó 692 lakosából 533 szlovák és 50 magyar anyanyelvű volt.
1910-ben 843 lakosából 760 szlovák és 23 magyar anyanyelvű lakosa volt.
1970-ben 1383 lakosából 1367 szlovák lakta.

## Lásd még
- Okolicsnó
- Sztosháza
- Liptószentmiklós
  - Andaháza
  - Andrásfalu
  - Benic
  - Bodafalu
  - Deménfalu
  - Illanó
  - Kispalugya
  - Plostin
  - Verbic
  - Vitálisfalu